# Лысогоровка
Лысогоровка (укр. Лисогорівка) — село, относится к Новопсковскому району Луганской области Украины.
Население по переписи 2001 года составляло 421 человек. Почтовый индекс — 92353. Телефонный код — 6463. Занимает площадь 4,13 км². Код КОАТУУ — 4423382002

## Местный совет
92352, Луганська обл., Новопсковський р-н, с. Закотне, вул. Айдарська, 8 (укр.)